# الحرب السورية السادسة
الحرب السورية السادسة (باليونانية: ΣΤ΄ Συριακός πόλεμος)‏ (بالإنجليزية: Sixth Syrian War)‏ وهي حرب دارت حوالي (169–168 ق.م)، بين السلوقيين والبطالمة. وهي الصراع السادس بين مصر البطلمية والسلوقيين.
بعد وفاة بطليموس الخامس عام (180 ق.م) ورثه ابنه بطليموس السادس تحت وصاية أمه الملكة كليوباترا الأولى شقيقة الملك السوري أنطيوخوس الثالث. كان العامل الرئيس المحدد للسياسة الخارجية هو الصراع الطويل الأمد بين البطالمة و السلوقيين في أحقية السيطرة على كل من أراضي سورية الجوفاء و فلسطين، هذا الصراع الذي كان على مر السنوات ال 150 الماضية سببا لخمس حروب بينهما.
توفيت الملكة كليوباترا الأولى عام (176 ق.م)، ووقع الشاب بطليموس السادس تحت تأثير وزيره «لينيوس»، والذي بدوره لم يخف عن نواياه في إعادة أراضي سورية الجوفاء و فلسطين وفينيقية لتكون تحت سيطرة البطالمة. وفي عام (170 ق.م) في خطاب أمام الجمعية في الإسكندرية، وعد الأوصياء بإنهاء سريع ونصر محتم في الحرب القادمة، والتي سيتم فيها غزو المملكة السلوقية بأكملها. بعد ذلك، تم تسيير جيش إلى سورية الجوفاء، واشتمل على قافلة خاصة من المجوهرات والذهب والفضة، لاستخدامها في رشوة حاميات مدن السلوقيين.
وبفضل تلك التصريحات المتبجحة العلنية للوزراء البطالمة، أصبحت هذه الخطط معروفة لدى السلوقيين، الذين بدأوا بدورهم استعدادات قوية للحرب. وأرسل كل من السلوقيين و البطالمة مبعوثين إلى روما، مبررتين أعمالهما بالعدوان من الجانب الآخر لضمان عدم تدخل الرومان اللذين كانوا بدورهم منشغلين في الحرب مع بيرسيوس المقدوني وتركوا لحكام المشرق إدارة أمورهم.

## مسار الحرب
بدأ أنطيوخوس الرابع الحرب السورية السادسة عام (170 ق.م) . وكان السبب الرئيس لذلك هو حماية مصالح بطليموس السادس في مواجهة التهديد الذي يتعرض له من أخيه الأصغر بطليموس الثامن وشقيقتهما كليوباترا الثانية. لم يتمكن جيش البطالمة من الصمود أو إظهار أية مقاومة منظمة للجيش السلوقي المدرب تدريباً جيداً وسرعان ما هُزم. وسرعان ما احتل أنطيوخوس الرابع مدينة يهودا التي كانت واقعة تحت سيطرة البطالمة ونهب القدس.
قابل الجيش السلوقي السوري عدوه بالقرب من مدينة الفرما المصرية، حيث هزمه تمامًا. أظهر الملك الشاب إنسانية وتعقلا، وأمر جنوده بعدم قتل الجنود المصريين، وأخذهم كأسرى عوضا عن قتلهم. سرعت هذه الخطوة الذكية استسلام الجنود البطالمة وساهمت في الاستيلاء السريع من قبل السلوقيين على المدينة الرئيسية والقلعة الواقعة على مصب نهر النيل والتي شكلت ولفترة طويلة مفتاح الدلتا. كان هذا النجاح عنصراً حاسمًا في الحرب، وكان التوغل السوري الإضافي داخل البلاد دون عوائق تقريبًا، حيث لم تعد القوات المصرية موجودة فيها.
غزا أنطيوخوس الرابع عام (169ق.م) مصر نفسها واستولى على ممفيس. حاول الملك الشاب بطليموس السادس بناءا على نصيحة من «ايولاي» الهرب عن طريق البحر إلى جزيرة سَمَدْرَك شمالي بحر إيجة، تاركا شقيقته وزوجته كليوباترا الثانية وشقيقه الأصغر بطليموس الثامن في الإسكندرية. ولكن تم القبض عليه من قبل قوات السلوقيين وتم نقله أسيرا إلى معسكر عمه. كان تعامل أنطيوخوس الرابع تعامل مع الملك الشاب بطليموس السادس راقياُ ينم عن أخلاقيته الحسنة.
تسبب خبر أسر القيصر الشاب بحدوث انقلاب في الإسكندرية، وقام الشعب والجند بإطاحة «ايولاي» و «ليني» ودعوا إلى أن يتسلم العرش الأخ الصغير لبطليموس السادس و الذي كان عمره آنذاك خمسة عشر عاماً. وتم الإعلان عن تولي الملك الجديد بطليموس الثامن مقاليد الحكم وكان لقبه يورجييتس الثاني (أي الخير). وبمبادرة من القيصر الشاب نفسه أو استجابة للنداء الشعبي في الإسكندرية هب الناس للدفاع تحت قيادة «كومان» و «كينيوس»، وعين وزيرين شابين، في حين أن بقية مصر كانت تحت قبضة أيدي السلوقيين. وكان من شأن تلك الأحداث أن تصعب مهمة غزو المدينة أمام أنطيوخوس الرابع على الرغم من سيطرته على ممفيس والدلتا. وتوجه السفراء اليونانيون الذين كانوا في الإسكندرية في ذلك الوقت إلى معسكر أنطيوخوس الرابع في محاولة للدخول في وساطة، وكان رده آنذاك إنه يحافظ على علاقاته مع الملك الشرعي لمصر بطليموس السادس، وهو يتفاوض على السلام منذ فترة طويلة، وإذا أراد السكندريون استدعاء بطليموس السادس مرة أخرى، فإنه لن يتدخل في ذلك.
دفعت النجاحات العسكرية الكبرى التي حققها أنطيوخوس الرابع بالملك بيرسيوس المقدوني، الذي كان قد بدأ حربا مع روما بمساعدة حلفائه اليونانيين، إلى إرسال سفير إليه بقيادة «تيليمنست» من أجل إقناعه في الانضمام إليهم لمجابهة الرومان. لم تنجح هذه المحاولة التي قام بها بيرسيوس المقدوني لإبرام تحالف معادٍ للرومانية، لأن أنطيوخوس الرابع كان قد حقق أهدافه عمليًا- حيث أصبحت سورية الجوفاء و فلسطين مرة أخرى تحت سيطرة السلوقيين بشكل كامل، ودولة البطالمة في مصر كانت قد أضعفتها الهزيمة العسكرية والصراعات الداخلية ولم تعد قادرة على اتباع سياسة نشطة في المنطقة. وكان ثمة سبب آخر بالنسبة أنطيوخوس الرابع لرفض الانضمام لهذا التحالف ضد روما هو أنه وكما أظهرت الأحداث الأخرى، لم يكن يريد الدخول في صراع مع روما، وكان يخشى بشكل ما القوة العسكرية الرومانية.
عندما غادر أنطيوخوس الرابع وجيشه مصر في نهاية عام (169 ق.م) (تحت تأثيرضغط دبلوماسي من الرومان) كانت مصر مقسمة إلى قسمين: حكم بطليموس السادس في ممفيس، وشقيقه بطليموس الثامن في الإسكندرية. ولربما كان أنطيوخوس الرابع لا يرغب في الهيمنة على مصر، وإنما كان يريد إدخالها حالة من العجز والضعف فقط. وترك حامية له في الفرما ليتمكن من العودة إلى مصر متى شاء. باءت سياسة أنطيوخوس الرابع في الحفاظ على الشقاق في سلالة البطالمة بالفشل، حيث عقدت محادثات بين الإسكندرية و ممفيس، وخلالها اتخذت الملكة كليوباترا الثانية مهمة التوفيق بين شقيقيها شتاء (169/168 ق.م) . واتفقوا على أن يحكموا مصر بشكل مشترك في الإسكندرية وعلى عودة كليوباترا الثانية زوجة لبطليموس السادس كما كانت من قبل. وفي ذات الوقت، حاول البطالمة تجنيد مرتزقة في المدن اليونانية لإعادة بناء قواتهم كما طلبوا من اتحاد الآخايين إرسال مساعدات عسكرية لهم.
قام أنطيوخوس الرابع في ربيع عام (168 ق.م) بحملة ثانية لمصر، حيث أخضع كل أراضي البلاد تقريبًا، واستولى أسطول السلوقيين على قبرص التي كانت تحت سيطرة البطالمة. كما وقام أنطيوخوس الرابع بحصار الإسكندرية التي كانت على وشك السقوط. وعبثاً أرسل بطليموس السادس مبعوثا إلى أنطيوخوس الرابع مع رسالة يشكره فيها ويخبره أن ابن أخيه لم يعد بحاجة إلى وجود الجيش السوري في مصر. فرد عليه أنطيوخوس الرابع بأنه لن يسحب اساطيله وجيوشه إلا مقابل كل قبرص و الفرما والأراضي المحيطة بمصب نهر النيل.

## الإنذار الروماني
بينما كان الرومان في حالة حرب مع مقدونيا، لم يردوا على طلبات المساعدة العديدة التي دعاهم إليها البطالمة من الإسكندرية. لكن بعد الهزيمة النهائية لملك مقدونيا بيرسيوس المقدوني في معركة بيدنا (168 ق.م)، تحررت أيدي الرومان أخيرًا حيث تدخلت روما، والتي كانت لا ترغب في الإفراط في مساندة أي من الملوك الهلنستيين ، كما أنها كانت مهتمة بالتوريد المنتظم للحبوب من مصر، وبعد نقاشات ومفاوضات تم الانتصار فيها على أنطيوخوس الرابع حيث طالبه مجلس الشيوخ الروماني بمغادرة البلاد المهزومة، مهددًا إياه بالحرب في حال رفض الامتثال لمطالبهم 
وفقا لبوليبيوس ، قدم السفير الروماني إنذار مجلس الشيوخ إلى الملك السوري بأكثر أشكال الغطرسة والإهانة:
يوضح هذا المشهد بوضوح أساليب الدبلوماسية الرومانية وقوتها ونفوذها خلال هذه الفترة: على الرغم من أن المبعوث لم يصل إلا بصحبة عدد قليل من الضباط غير المسلحين، إلا أنه تمكن من إجبار الملك السوري على الخضوع لمطلب مجلس الشيوخ. قبل أنطيوخوس الرابع بعد تفكير قصير الإنذار وغادر مصر متخليا عن جميع الأراضي المحتلة، بما في ذلك قبرص. وراقب المفوضون الرومانيون الامتثال الدقيق للقوات السورية لشروط إنذار مجلس الشيوخ، بما في ذلك إخلاء قبرص.

## العواقب
على الرغم من تراجعه عن مصر، إلا أن أنطيوخوس الرابع حقق الهدف الرئيس للحرب: وهو ضم سورية الجوفاء ويهودا بشكل دائم إلى الدولة السلوقية، والتي كانت الهدف الطويل الأمد الواقع تحت سيطرة البطالمة. وخلال الحملتين، تعرضت مصر بأكملها للسلب والنهب من قبل الغزاة السوريين، مما جدد خزينة السلوقيين.
ولكن بشكل عام، كانت حرب أنطيوخوس الرابع مع مصر محاولة فاشلة لاستعادة العظمة السابقة لمملكته، وأظهر الحادث المهين مع السفير الروماني عجز القوة السلوقية الواضح بالحفاظ على موقف مستقل.
أما بالنسبة لمصر التي دمرت تقريبا كدولة، فقد تمكنت بفضل مساعدة الرومان من النهوض مجددا ومن الحفاظ على الاستقلال الرسمي بحكم القانون، ومنذئذ أصبحت معتمدة بشكل كامل على روما وأصبحت بحكم الواقع محمية رومانية.
أصبحت روما وحتى دونما المشاركة في الحرب وباستخدام الدبلوماسية القائمة على القوة العسكرية أو التهديد باستخدامها، القوة المهيمنة في الشرق الأوسط. و بعد هذه الحادثة، لم يترك «الجلد الدبلوماسي» الموضح من قبل روما لدولة هلنستية كبرى في شرق البحر الأبيض المتوسط بأكمله أي سياسة أو دولة لا تصغي وتستمع إلى إرادتهم.